# 老幼（甲）遗址
老幼（甲）遗址，位于中国青海省互助县红崖子沟乡老幼村，为青海省市县级文物保护单位，公布日期为1983年10月12日，类型为古遗址。
老幼（甲）遗址的历史年代为青铜时代、卡约文化。